# Estación Cabrero
Cabrero fue una estación ubicada en la comuna chilena de Cabrero. Pasó a formar parte de la Red Sur de Ferrocarriles del Estado, y es parte del Troncal Sur. 

## Historia
Fue construida junto con el Ferrocarril Curicó-Talcahuano-Chillán y Angol, e inaugurada en 1873.
En 1938 la Empresa de Los Ferrocarriles del Estado hizo la contratación para la construcción de la bodega definitiva de la estación. Dicha estructura se mantiene en pie, mientras que el resto de edificios de la estación ha sido desmantelado, demolido o reemplazado.
En el año 2002, empieza a tener detención el nuevo servicio Automotor Nocturno Alameda-Talcahuano, en reemplazo del antiguo «Rápido del Biobío». En enero de 2018 se cerro la oficina de movilización. Desde ese entonces la estación se encuentra en un evidente estado de abandono y vandalizacion

## Servicios actuales
- Automotor Alameda -Talcahuano